# Roman Gerczak
Roman Gerczak (ur. 8 lutego 1946 w Sulechowie) – polski piosenkarz, artysta kabaretowy oraz aktor.

## Życie i działalność
Jako piosenkarz debiutował w 1964 roku. W latach 60. XX wieku związany był z wrocławskimi kabaretami, w tym z Sinusem i Paragrafem. Współpracował również z Kabaretem Elita. Jako aktor związany był ze Studenckim Teatrem „Kalambur” oraz z warszawskim kabaretem „Stodoła”, natomiast jako piosenkarz dokonał nagrań dla kilku ośrodków radiowych w Polsce i w 1974 roku wydał czwórkę nakładem Polskich Nagrań. Był laureatem między innymi nagrody za interpretację piosenki Zabrałaś mi lato na XII Krajowym Festiwalu Piosenki Polskiej w Opolu w 1974 roku. 
W 2023 został odznaczony Złotym Krzyżem Zasługi i Złotą Odznaką Honorową Wrocławia.

## Dyskografia
- 1974 – Zabrałaś mi lato (z piosenkami: Zabrałaś mi lato, Chrząszcz, Urodziny dziadka, Polski koala) Polskie Nagrania „Muza”; N 0748[2]